# زيد (هندميني)
زيد (بالفارسية: زید) هي قرية تقع في إيران في قسم هندميني الريفي. يقدر عدد سكانها بـ 643 نسمة.